# Holcocera purpurocomella
Holcocera purpurocomella é uma espécie de mariposa do gênero Holcocera pertencente à família Coleophoridae.